# Cesare Sermenghi
Cesare Sermenghi (Terralba, 25 ottobre 1918 – Verdello, 13 luglio 1997) è stato un poeta, commediografo e saggista italiano, noto prevalentemente a livello regionale.

## Biografia
Nato a Terralba, allora in provincia di Cagliari, visse la sua infanzia in Emilia-Romagna, la sua "terra elettiva". Figlio di un maresciallo maggiore dei carabinieri di origini bolognesi, a sette anni si trasferì, insieme con la famiglia, a Bivona, paese natale di sua madre. Qui visse gran parte della sua vita, sempre sensibile promotore della vita culturale e partecipe della vita civile della sua comunità.
Fin da bambino ebbe un forte interesse per l'arte e, maturando in questo interesse, fu costante punto di riferimento degli artisti dell'entroterra agrigentino, tra questi lo scultore contadino Carmelo Cammarata che – negli anni '70 – fu da Sermenghi scoperto e incoraggiato nella sua espressività primitiva e istintiva.
Dopo aver vissuto un difficile periodo scolastico, a causa del rigore che veniva adottato nei sistemi didattici del tempo, Cesare conseguì l'abilitazione magistrale a Palermo (a.s. 1936-1937) e l'anno successivo, all'Aquila, frequentò il corso per allievi ufficiali (riuscendo, allo stesso tempo, a sostenere il concorso come cancelliere). Ma la seconda guerra mondiale stravolse i suoi progetti e i suoi sogni: fu perfino fatto prigioniero nei pressi di Gela, durante lo sbarco degli americani. Nel 1943 decise di farsi assegnare al tribunale militare di Bologna, dove ebbe l'opportunità di ritrovarsi con la famiglia. Operò nella formazione partigiana 66ª Brigata di Bologna fino al termine della guerra. Successivamente si trasferì a Como, città ancora provata dagli orrori del conflitto mondiale. Ma per Sermenghi cominciò un periodo roseo: sposò Maria, la donna che amava fin da ragazzo, e da lei ebbe due figlie, Anna e Valeria. In seguito si trasferì in Sicilia, dove fece il cancelliere nella Pretura di Bivona (AG).
Ivi fondó il "Pegaso", un centro culturale con cui riuscì a dar vita ad opere teatrali e a numerose mostre d'arte e varie attività di promozione artistica e culturale. 
Nel 1969 ospitò con la sua associazione Dario Fo, che, proprio a Bivona, mise in scena una delle prime versioni di Mistero buffo. 
Il Pegaso divenne punto d'incontro di numerosi scrittori facenti parte, come lui, del Sindacato Nazionale Scrittori (tra cui Antonino Cremona, Marco Bonavia, Federico Hoefer, Santo Calì, Nat Scammacca; con alcuni di questi firmò il manifesto-movimento letterario "Antigruppo"). 
Mantenne rapporti culturali e umani di stima reciproca con Leonardo Sciascia, Ignazio Buttitta, Renato Guttuso, Ugo Attardi, Rafael Alberti, María Teresa León, David Maria Turoldo). 
Visse gli ultimi anni della sua vita a Bergamo.
Negli anni '70/'80 continuò la sua attività di promotore dell'arte e degli artisti incoraggiando e testimoniando la produzione di molti giovani artisti, primi tra questi il pittore Alfonso Leto,il poeta Costantino Chillura e lo scultore Lorenzo Reina.
Fu autore del libretto per l'opera lirica Yerma (tratto dal dramma di Federico García Lorca: direttore d'orchestra Mario Scarfeo, scene di Ugo Attardi) che venne data in scena nel 1976 nel teatro Granliceo di Barcellona (Spagna).
Tra le sue opere più significative la raccolta di poesie Ragion d'essere, edito da Guanda (1972) con una presentazione in forma di poesia di Raphael Alberti. 
Nel 1981 Mondi minori scomparsi, ed. IL Vertice, Palermo, saggio di archeologia in forma narrativa, a cui segue Il passato e le sue risposte (1989, edito dalla Biblioteca Comunale di Bivona) e, nel 1995 il saggio filosofico Dio ed Io (ed. SATE, Zingonia).
Morì a Verdello il 13 luglio 1997.

## Opere
(Aprile 1944, da Ragion d'essere)

### Poesie
- Ragion d'essere

Le sue poesie sono state tradotte in inglese per “Selected passages from international authors”

### Commedie
- Viaggio nell'anima
- Contestazione
- Clio

### Movimenti letterari
- Impegno 70 a Mazara del Vallo
- Antigruppo 73 a Catania
- Il Pegaso a Bivona

Inoltre curava la rubrica archeologica sulla rivista Nuovo Sud

### Saggi
- Mondi Minori Scomparsi
- Il passato e le sue risposte
- Dio ed Io